# Tècniques d'estudi
Les tècniques d'estudi són la metodologia pedagògica amb l'objectiu d'optimitzar l'esforç intel·lectual i el rendiment acadèmic. Les formen un conjunt d'estratègies que ofereix el professor a l'alumne per tal de fixar l'aprenentatge, orientant-lo cap a l'esforç de treballar l'assignatura a fi de fer durables i permanents els coneixements i les habilitats adquirides.

## Tipus
Aquestes estratègies per millorar els rendiment intel·lectual es basen en tres apartats: El primer té com a objectiu el comprendre, i es porta a terme mitjançant una recollida de la informació, tant oral com escrita. L'objectiu del segon és realitzar una anàlisi i una síntesi mitjançant el tractament de la informació escrita. I el tercer és la culminació de tot el procés i així arribar a una creació i avaluació pròpies utilitzant l'expressió de la informació tant oral com escrita.

## Factors ambientals i personals
No només amb esforç i intel·ligència podràs aconseguir l'èxit; hi ha uns altres aspectes que cal que tinguis en compte:
Aspectes ambientals:
- Procura que el teu espai de treball sigui el més agradable i tranquil possible per una màxima concentració sense distraccions.
- És molt important la comoditat per això es recomana la utilització una cadira i taula a la teva altura ideal.
- S'ha de treballar amb bona llum, ja sigui natural o artificial.
- Evita els sorolls: el silenci t'ajudarà a concentrar-te.

Aspectes personals:
- Estudia cada dia a la mateixa hora.
- Dorm les hores suficients.
- Busca el moment en què et trobis més descansat.
- No facis grans esforços abans de l'estudi, ja que cal procurar estar tranquil sense preocupacions ni disgustos, sinó la teva ment no arribarà a concentrar-se.
- Cal que facis les coses amb bona voluntat i entusiasme per tal d'estar motivat.

## Criteris per dissenyar un pla de treball per aprofitar el temps d'estudi
Un pla de treball exigeix complir alguns criteris:
Realista: és a dir, s'ha de poder dur a terme i ha de tenir en compte les circumstàncies personals, el temps i les activitats complementàries o de
reforç que facis.
Adaptable: s'ha d'ajustar a possibles canvis durant el curs o entrebancs no previstos, etcètera.
Personal: s'ha d'organitzar segons el teu ritme de treball i aprenentatge. Un mateix pla no és vàlid per a tothom.

## Com s'ha d'organitzar una sessió de treball?
Quan sàpigues quins treballs has de portar a terme, hauràs de procedir de la següent manera:
Comença la tasca amb l'activitat de dificultat mitjana. En acabar-la (al voltant d'una hora), descansa uns cinc o deu minuts per esbargir-te i reposar.
Continua per la feina que presenti una dificultat alta (una hora aproximadament). Quan l'acabis, fes un altre descans, ara una mica més llarg (al voltant d'un quart d'hora).
Continua amb la resta de la tasca de dificultat baixa. Així hauràs acabat la sessió.

## Tipus i mètodes
La memorització és el procés de recordar alguna cosa, sovint de memòria. L'acte de memoritzar sovint és un procés mental intencionat, emprès per guardar informació a la memòria per a recordar-la posteriorment.  
Un mètode que és útil en la primera interacció amb el tema d'estudi és el mètode REAP. Aquest mètode ajuda els estudiants a millorar la comprensió del text i a connectar la idea amb la idea de l'autor. REAP és una abreviatura de Read, Encode, Annotate i Ponder (Llegir, Codificar, Anotar i Reflexionar).
El mètode utilitzat per centrar-se en la informació clau durant l'estudi no crític de llibres és el mètode PQRST. Aquest mètode prioritza la informació d'una manera directament relacionada amb com es farà servir en l'examen. PQRST és una abreviatura de Preview, Question, Read, Summary, Test.
Un dels mètodes d'aprenentatge més efectius és provar d'extreure la informació i les habilitats apreses.

## Gestió del temps, organització i canvis d'estil de vida
Sovint es pot aconseguir una major eficàcia en l'aprenentatge a través de canvis no relacionats directament amb el material d'estudi, com ara la gestió del temps, l'augment de la motivació i la prevenció de la procrastinació, així com la millora del son i la nutrició. 
L'hàbit d'estudiar és un patró de comportament adquirit que es segueix regularment fins que la motivació per estudiar, llegir o fer els deures esdevé gairebé una rutina. Si algú estudia en un lloc determinat, té un hàbit del lloc, i si té una hora específica en la qual estudia, té un hàbit de temps. En el procés de criança, els adults imposen als nens regles de comportament que formaran hàbits útils tant per al nen com per a la societat en general. Aquestes accions dels adults creen el que els psicòlegs anomenen hàbits de treball.
A més de la gestió del temps, el son és important; un descans suficient millora la memòria. Els estudiants solen ser més productius al matí que a la tarda.

## Principals tècniques d'estudi
- Prendre apunts
- Lectura ràpida del text a estudiar
- El subratllat i les anotacions al marge
- El resum
- Els quadres sinòptics i/o esquemes
- Organitzar la informació
- Planificar el temps
- Memorització i tècnica del repàs